# Most nad Zatoką Kolską
Most nad Zatoką Kolską (ros. Мост через Кольский залив) – most w Murmańsku, w Rosji, łączący brzegi Zatoki Kolskiej. Jest to najdłuższy na świecie most samochodowy na północ od koła podbiegunowego.
Łączna długość mostu wynosi 2,5 km. Został wybudowany w latach 1992–2005. Otwarcia mostu dokonał 11 października 2005 roku ówczesny premier Rosji, Michaił Fradkow.